# Valborg Fleming
Valborg Fleming, född före 1494, död efter 1542, var abbedissa i Nådendals kloster cirka 1526–1531.

## Biografi
Valborg Fleming var dotter till riksrådet Joakim Fleming och Elin Björnsdotter till Svidja och syster till riksrådet amiral Erik Fleming. Hon placerades i Nådendals kloster av sin familj, och utnämndes 1526 till abbedissa. Efter reformationen 1527 kom klostret under hård press. Valborg Fleming kunde inte försvara klostret genom sin ställning som syster till två av Finlands mäktigaste personer, Erik och Ivar Fleming: snarare blev hennes ställning utnyttjad av dem. Valborg tvingades överlåta en stor del av klostrets gods till bröderna mot löfte om understöd. Genom en vädjan till Gustav Vasa 1530 utverkade hon tillstånd för klostret att få behålla sina fundationsgods och fick också två av kronan, som gjorde att klostret kunde försörja sina medlemmar. Hon omnämns som abbedissa sista gången 1531. År 1534 fick hon tillstånd av sin bror Erik att lämna klostret och bosätta sig hos honom på Svidja gård i Sjundeå socken.